# الحارث بن حاطب بن الحارث
الصحابي الحارث بن حاطب بن الحارث، هاجر أبوه إلى الحبشة، ووُلِد الحارث بها وهو أخوه محمد بن حاطب، والحارث أسنّ، واستعمله عبد الله بن الزبير على مكة سنة ست وستين، وقيل: إنه كان يلي المساعي أيام مروان بن الحكم، لما كان مروان أميرُا على المدينة المنورة أيام معاوية بن أبي سفيان، وعمل لابنه عبد الملك بن مروان على مكة.

## نسبه وأسرته
- الحارث بن حَاطِب بن الحَارِث بن مَعْمَر بن حَبِيب بن وَهْب بن حُذَافة بن جَمَح القرشي الجُمَحي.[3]
- أمه أم جميل فاطمة بنت المجلل.[3]
- أخوه محمد بن حاطب.[1][4]

## روايته للحديث
روى الحارث الحديث عن النبي، وروايته في سنن أبي داود وسنن النسائي، وروى عنه حسين بن الحارث الجذلي وغيره، ومن روايته أنه قال: «أن رسول الله ﷺ أتي بلص، فقال: اقتلوه، فقالوا: يا رسول الله إنما سرق، قال:اقتلوه، قالوا: يا رسول الله إنما سرق، قال: اقطعوا يده، ثم سرق فقطعت رجله، ثم سرق على عهد أبي بكر  حتى قطعت قوائمه كلها، ثم سرق الخامسة، فقال أبو بكر : كان رسول الله ﷺ أعلم بهذا حين قال: اقتلوه.»